# Guy-Claude-Roland de Laval-Montmorency
Guy-Claude-Roland de Laval-Montmorency, comte de Laval puis maréchal de Montmorency, est un militaire et aristocrate français né le 5 novembre 1677 au château de Pescheray à Le Breil-sur-Mérize et mort le 14 novembre 1751 au château de Châton à Parigné-l'Évêque.

## Famille
Guy-Claude-Rolland (selon l'orthographe des registres paroissiaux) de Laval était le fils de Gabriel II de Laval-Tartigny et de Renée Barbe de la Forterie, fille de Claude Barbe de la Forterie. Le 29 juin 1722, il épousa Marie-Élisabeth de Rouvroy de Saint-Simon (10 mars 1698 - 4 janvier 1762), dame de Parigné et plus tard appelée Mme la maréchale de Montmorency, fille d'Eustache-Titus de Rouvroy, marquis de Saint-Simon, brigadier des armées du roi. Elle était également cousine du célèbre mémorialiste Louis de Rouvroy, duc de Saint-Simon qui, après la mort d'Eustache-Titus, se comporta comme un père adoptif pour Marie-Élisabeth et son frère, Claude de Saint-Simon, les recueillant chez lui à Meudon.
De ce mariage, outre quatre garçons morts jeunes dont Cyprien-Joseph-Roland, vinrent :
- Marie-Louise, née le 31 mars 1723. Dernière abbesse de Montmartre[2], elle fut en cette qualité et malgré ses nombreuses infirmités, condamnée puis guillotinée par le tribunal révolutionnaire le 24 juin 1794.
- Joseph-Pierre (28 mai 1729 - 29 juillet 1757), comte de Laval puis comte de Laval-Montmorency, voire de Montmorency-Laval par inversion des patronymes due à l'héritage en suspens du duché qui échut par la suite à Guy-André-Pierre[3]. En 1756, Joseph-Pierre devint brigadier général puis colonel du régiment de Guyenne avant de mourir à la bataille d'Hastenbeck où il faisait fonction d'aide maréchal général des logis. En 1749, il avait épousé Élisabeth-Renée de Maupeou avec laquelle il eut  Claudine-Anne-Élisabeth (1750 - ?), Guy-Marie-René (1751 - ?), comte de Laval, et Louis-Adélaïde-Anne-Joseph (18 octobre 1752 - 12 mars 1828[4]), chevalier de Laval et qui devint brigadier général des armées du roi.
- Henriette-Louise (29 juin 1733 - Heilbronn, 1811), également connue comme Louise de Hingsange. Elle se maria le 18 mars 1747 avec Bleickard Maximilian Augustin von Helmstatt (1728-1802)[5], baron d'Helmstatt, comte de Morhange et seigneur de Hingsange. Sa première qualité fut Freiherr, baron libre du Saint-Empire Germanique, et surtout il revendiqua sa nationalité lorraine que Stanislas Leszczyński lui accorda le 17 septembre 1765 par lettres de naturalisation. Bleickard-Maximilien-Augustin von Helmstatt fut souverain de Neckarbischofsheim et aussi seigneur de Châton au Maine, domaine de son beau-père. Sa carrière dans les armées du roi fut d'être capitaine au régiment de cavalerie Barbançon puis colonel du régiment de cavalerie de Bretagne dès 1748. Il fut mestre de camps du 3e régiment de hussards en 1783. Il est élu député aux états généraux.

## Carrière
Guy-Claude-Roland de Laval entra sous-lieutenant au régiment du roi en 1694. Il se trouva à la marche de Vignamont, au bombardement de Bruxelles et à la prise d'Ath ; capitaine au régiment du roi le 17 février 1701, il leva le régiment de Laval (1702-1705) en 1702.
Colonel-lieutenant du régiment de Bourbon, le 4 mars 1705, il servit à l'attaque des lignes de Wissembourg, marcha de là à l'armée de Dauphiné, eut part à la prise de Soncino et de Montmélian. Au siège de Nice, qui se rendit le 4 janvier 1706, il reçut deux atteintes de boulet. Il était à l'attaque des lignes lors de la bataille de Turin ; à la levée du siège de Toulon, le 22 août 1707. En 1709, à l'armée de Flandre, chargé de la défense du poste dit des sept fontaines, lors du siège de Tournai ; il s'y maintint pendant 18 jours, et eut la main gauche écrasée par un éclat de bombe.
Brigadier par brevet du 29 mars 1710, il se distingua à l'attaque du fort d'Arleux. Il battit, le 10 juillet 1712, un corps de trois mille hommes près de Valenciennes. Il combattit à la bataille de Denain, à la prise de Marchiennes, à celle de Douai, où il entra par la gorge de la demi-lune verte et s'y retrancha ; au siège du Quesnoy, dont il eut le commandement après la prise. Il eut part à la reddition de Spire, Worms, Kaiserslautern ; au siège de Landau où il emporta d'assaut le Pâté, attaqua et prit la contregarde qui couvrait l'un des bastions; se signala à la défaite du général Vaubonne, le 20 septembre 1713 ; à la prise de Fribourg, etc.
Maréchal de camp par brevet du 1er février 1719, il fut nommé gouverneur de Philippeville par provisions du 23 janvier 1722. 
En 1734, à l'armée du Rhin, il servit à l'attaque des lignes d'Etlingen ; au siège de Philippsbourg, où il monta à la tranchée le 4 juin, les 2 et 4 juillet, et s'empara du poste dit « la petite Hollande ». Il marcha ensuite au siège de Worms, qui fut pris le 4 août. Il fut créé lieutenant-général des armées du roi par pouvoirs du premier août. Il commanda au pays Messin en 1741, en Lorraine, en 1744, et obtint le gouvernement de Béthune par provisions du 20 septembre. Nommé maréchal de France, par état donné au camp d'Hamal, en Brabant, le 17 septembre 1747, il quitta le commandement de la Lorraine le 31 octobre suivant, et prêta serment le 3 décembre.
Il mourut le 14 novembre 1751 au château de Châton et fut inhumé dans l'église de Parigné-l'Évêque.
En 1828, en réponse à une demande des services de la préfecture, la mairie fait état des diverses destructions révolutionnaires sur la commune tel le démantèlement du château de Châton dont ne subsistent aujourd'hui que quelques murs d'enceinte et du logis. En revanche, il n'est pas mentionné la destruction de la sépulture, même si aujourd'hui rien ne permet de la discerner,,.

## Sources
- Archives départementales de la Sarthe.
- Bibliothèque Nationale de France.
- Médiathèque du Mans, département des ouvrages anciens.
- Mémoires et testament de Louis de Rouvroy, duc de Saint-Simon.
- Correspondance de la duchesse d'Orléans, mère du régent Philippe d'Orléans.